# Louis Henin
Pour les articles homonymes, voir Henin.
Louis Henin est un gymnaste belge né le 24 juin 1894.

## Biographie
Louis Henin fait partie de l'équipe de Belgique qui remporte la médaille de bronze en système suédois par équipes aux Jeux olympiques d'été de 1920 se tenant à Anvers.